# Meidericher Spielverein Duisburg 1985-1986
Questa voce raccoglie le informazioni riguardanti il Meidericher Spielverein Duisburg nelle competizioni ufficiali della stagione 1985-1986.

## Stagione
Nella stagione 1985-1986 il Duisburg, allenato da Günter Preuß, Helmut Witte e Friedhelm Vos, concluse il campionato di 2. Bundesliga al 20º posto. In Coppa di Germania il Duisburg fu eliminato al secondo turno dall'Alemannia Aquisgrana.

## Rosa
| N. |                     | Ruolo | Calciatore         |
| -- | ------------------- | ----- | ------------------ |
|    | Germania (bandiera) | P     | Wolfgang de Beer   |
|    | Germania (bandiera) | P     | Heribert Macherey  |
|    | Germania (bandiera) | D     | Markus Griebling   |
|    | Germania (bandiera) | D     | Michael Kaul       |
|    | Germania (bandiera) | D     | Markus Kettler     |
|    | Germania (bandiera) | D     | Thomas Klukas      |
|    | Serbia (bandiera)   | D     | Miladin Lazic      |
|    | Germania (bandiera) | D     | Patrick Notthoff   |
|    | Germania (bandiera) | D     | Frank Saborowski   |
|    | Germania (bandiera) | D     | Oswald Semlits     |
|    | Germania (bandiera) | D     | Michael Struckmann |
|    | Germania (bandiera) | D     | Georg Zug          |

| N. |                     | Ruolo | Calciatore             |
| -- | ------------------- | ----- | ---------------------- |
|    | Germania (bandiera) | C     | Manfred Dubski         |
|    | Germania (bandiera) | C     | Uwe Fecht              |
|    | Germania (bandiera) | C     | Hans-Joachim Hansen    |
|    | Germania (bandiera) | C     | Pascal Notthoff        |
|    | Germania (bandiera) | C     | Michael Porn           |
|    | Germania (bandiera) | C     | Toni Puszamszies       |
|    | Germania (bandiera) | C     | Ferenc Schmidt         |
|    | Germania (bandiera) | C     | Franz-Josef Steininger |
|    | Germania (bandiera) | C     | Mike Voßnacke          |
|    | Germania (bandiera) | A     | Rudi Decker            |
|    | Germania (bandiera) | A     | Axel Schmidt           |

## Organigramma societario
Area tecnica
- Allenatore: Friedhelm Vos
- Allenatore in seconda: Günter Preuß
- Preparatore dei portieri:
- Preparatori atletici:

## Calciomercato

### Sessione estiva
| Acquisti | Acquisti         | Acquisti       | Acquisti |
| R.       | Nome             | da             | Modalità |
| -------- | ---------------- | -------------- | -------- |
| C        | Toni Puszamszies | Uerdingen 05   |          |
| D        | Miladin Lazic    | Union Solingen |          |
| D        | Frank Saborowski | Bochum         |          |
| A        | Axel Schmidt     | Uerdingen 05   |          |
| C        | Ferenc Schmidt   | Bocholt        |          |
| D        | Oswald Semlits   | Verl           |          |

| Cessioni | Cessioni           | Cessioni        | Cessioni |
| R.       | Nome               | a               | Modalità |
| -------- | ------------------ | --------------- | -------- |
| D        | Frank Hammerschlag | TeBe Berlino    |          |
| A        | Eddie Krnčević     | Cercle Bruges   |          |
| D        | Udo Lay            | Friburgo        |          |
| D        | Dietmar Schacht    | Pohang Steelers |          |
| C        | Günter Schlipper   | Speldorf        |          |

### Sessione invernale
| Acquisti | Acquisti | Acquisti | Acquisti |
| R.       | Nome     | da       | Modalità |
| -------- | -------- | -------- | -------- |

| Cessioni | Cessioni | Cessioni | Cessioni |
| R.       | Nome     | a        | Modalità |
| -------- | -------- | -------- | -------- |

## Risultati

### 2. Bundesliga

#### Girone di andata
| Arbitro: | Neuner |

|                |           |  |
| Struckmann 56’ | Marcatori |  |

| Arbitro: | Wittke |

|                                 |           |                  |
| Kohn 16’ Schröder 76’ Ozaki 86’ | Marcatori | 77’ Hammerschlag |

| Arbitro: | Boos |

|  |           |                     |
|  | Marcatori | 64’, 87’ Kurtenbach |

| Arbitro: | Probst |

|            |           |  |
| Hecking 3’ | Marcatori |  |

| Arbitro: | Steffens |

|          |           |                                      |
| Porn 49’ | Marcatori | 51’ Rapolder 54’ Bialon 72’ Fotiadis |

| Berlino 31 agosto 1985, ore 15:00 CEST 6ª giornata | Blau-Weiß Berlin | 0 – 0 referto | Duisburg | Stadio Olimpico (8 087 spett.)\| Arbitro: \| Diekert \| |
| Arbitro:                                           | Diekert          |               |          |                                                         |

| Arbitro: | Heitmann |

|                        |           |                              |
| Steininger 50’ Zug 53’ | Marcatori | 19’ Eck 65’ Besl 85’ Scheler |

| Arbitro: | Mierswa |

|                           |           |  |
| Pilipović 37’ Günther 60’ | Marcatori |  |

| Arbitro: | Assenmacher |

|              |           |                 |
| Notthoff 14’ | Marcatori | 83’ Falkenstein |

| Arbitro: | Reinstädtler |

|                                                 |           |  |
| Labbadia 37’ Trares 76’ Posniak 78’ Kispert 84’ | Marcatori |  |

| Arbitro: | Schäfer |

|                                  |           |            |
| Delzepich 41’ Ruof 57’, 63’, 66’ | Marcatori | 64’ Decker |

| Arbitro: | Merk |

|  |           |           |
|  | Marcatori | 82’ Bohne |

| Arbitro: | Strigel |

|                                    |           |                  |
| Saborowski 42’ (aut.) Dubovina 48’ | Marcatori | 72’ Hammerschlag |

| Arbitro: | Zimmermann |

|                              |           |  |
| Decker 14’, 58’ Voßnacke 66’ | Marcatori |  |

| Arbitro: | Schmidhuber |

|                                            |           |                                |
| Clute-Simon 46’ Grillemeier 52’ Kneißl 64’ | Marcatori | 22’, 76’ Struckmann 27’ Decker |

| Arbitro: | Krug |

|           |           |  |
| Decker 1’ | Marcatori |  |

| Arbitro: | Ermer |

|                                   |           |  |
| Schindler 28’, 38’ Olaidotter 77’ | Marcatori |  |

| Arbitro: | Steinborn |

|            |           |           |
| Schmidt 2’ | Marcatori | 64’ Gothe |

| Arbitro: | Bauer |

|                                     |           |  |
| Gorski 14’ Pahl 67’ Buchheister 74’ | Marcatori |  |

#### Girone di ritorno
| Arbitro: | Kasperowski |

|                                                           |           |  |
| Schwickert 12’ Lenz 18’ Knoll 26’ Friedmann 32’ Fuchs 35’ | Marcatori |  |

| Arbitro: | Hontheim |

|  |           |                 |
|  | Marcatori | 17’ (rig.) Haas |

| Arbitro: | Kriegelstein |

|                                |           |           |
| Grabosch 39’ (rig.) Helmes 52’ | Marcatori | 80’ Lazic |

| Arbitro: | Diekert |

|                     |           |                  |
| Notthoff 53’ (rig.) | Marcatori | 32’, 56’ Aguilar |

| Arbitro: | Kasperowski |

|                         |           |             |
| Dietrich 2’ Maričić 81’ | Marcatori | 55’ Schmidt |

| Arbitro: | Broska |

|  |           |                                                |
|  | Marcatori | 53’ Dinauer 57’ Clarke 69’ Hellmann 87’ Gaedke |

| Arbitro: | Correll |

|                            |           |                |
| Stockinger 5’ Gleißner 57’ | Marcatori | 69’ Steininger |

| Arbitro: | Dellwing |

|  |           |                                 |
|  | Marcatori | 31’ (rig.) Bogdan 75’ Pilipović |

| Arbitro: | Kautschor |

|                                 |           |           |
| Steiner 38’ Tschiskale 60’, 65’ | Marcatori | 86’ Lazic |

| Arbitro: | Schütte |

|                       |           |                                                                              |
| Lazic 45’ Schmidt 72’ | Marcatori | 12’ Kispert 22’, 53’ Labbadia 23’ Kuhl 34’ Sánchez 51’ Trares 84’ Lottermann |

| Arbitro: | Matheis |

|                |           |                       |
| Struckmann 33’ | Marcatori | 31’ Brandts 62’ Gries |

| Arbitro: | Kasperowski |

|                   |           |  |
| Linz 16’ Grau 46’ | Marcatori |  |

| Arbitro: | Reinstädtler |

|  |           |            |
|  | Marcatori | 88’ Knecht |

| Arbitro: | Schäfer |

|                        |           |  |
| Sané 2’, 88’ Hauck 60’ | Marcatori |  |

| Arbitro: | Mierswa |

|              |           |  |
| Voßnacke 49’ | Marcatori |  |

| Arbitro: | Hellwig |

|                                        |           |                             |
| Jurgeleit 5’, 9’, 33’ Dum 64’ Reif 66’ | Marcatori | 80’ Schmidt 86’ Puszamszies |

| Arbitro: | Bodmer |

|                                        |           |               |
| Notthoff 3’ Struckmann 14’ Schmidt 46’ | Marcatori | 8’ Olaidotter |

| Arbitro: | Kasperowski |

|                                      |           |                           |
| Schneider 61’ (rig.), 67’ Dauber 66’ | Marcatori | 7’, 37’ Schmidt 89’ Lazic |

| Arbitro: | Probst |

|             |           |                                                 |
| Schmidt 77’ | Marcatori | 21’ Pospich 48’ Kindermann 79’ (rig.) Ellmerich |

### Coppa di Germania
| Arbitro: | Resiger |

|          |           |                                 |
| Vico 89’ | Marcatori | 6’ Notthoff 43’, 70’ Steininger |

| Arbitro: | Wahmann |

|                                        |           |                                  |
| Ruof 62’ Hach 64’ Habig 79’ Ritter 93’ | Marcatori | 31’, 44’ Notthoff 58’ Struckmann |

## Statistiche

### Statistiche di squadra
| Competizione      | Punti | In casa | In casa | In casa | In casa | In casa | In casa | In trasferta | In trasferta | In trasferta | In trasferta | In trasferta | In trasferta | Totale | Totale | Totale | Totale | Totale | Totale | DR  |
| Competizione      | Punti | G       | V       | N       | P       | Gf      | Gs      | G            | V            | N            | P            | Gf           | Gs           | G      | V      | N      | P      | Gf     | Gs     | DR  |
| ----------------- | ----- | ------- | ------- | ------- | ------- | ------- | ------- | ------------ | ------------ | ------------ | ------------ | ------------ | ------------ | ------ | ------ | ------ | ------ | ------ | ------ | --- |
| 2. Bundesliga     | 15    | 19      | 5       | 2       | 12      | 19      | 34      | 19           | 0            | 3            | 16           | 15           | 52           | 38     | 5      | 5      | 28     | 34     | 86     | -52 |
| Coppa di Germania | -     | 0       | 0       | 0       | 0       | 0       | 0       | 2            | 1            | 0            | 1            | 6            | 5            | 2      | 1      | 0      | 1      | 6      | 5      | +1  |
| Totale            | 15    | 19      | 5       | 2       | 12      | 19      | 34      | 21           | 1            | 3            | 17           | 21           | 57           | 40     | 6      | 5      | 29     | 40     | 91     | -51 |

### Andamento in campionato
| Giornata  | 1 | 2  | 3  | 4  | 5  | 6  | 7  | 8  | 9  | 10 | 11 | 12 | 13 | 14 | 15 | 16 | 17 | 18 | 19 | 20 | 21 | 22 | 23 | 24 | 25 | 26 | 27 | 28 | 29 | 30 | 31 | 32 | 33 | 34 | 35 | 36 | 37 | 38 |
| --------- | - | -- | -- | -- | -- | -- | -- | -- | -- | -- | -- | -- | -- | -- | -- | -- | -- | -- | -- | -- | -- | -- | -- | -- | -- | -- | -- | -- | -- | -- | -- | -- | -- | -- | -- | -- | -- | -- |
| Luogo     | C | T  | C  | T  | C  | T  | C  | T  | C  | T  | T  | C  | T  | C  | T  | C  | T  | C  | T  | T  | C  | T  | C  | T  | C  | T  | C  | T  | C  | C  | T  | C  | T  | C  | T  | C  | T  | C  |
| Risultato | V | P  | P  | P  | P  | N  | P  | P  | N  | P  | P  | P  | P  | V  | N  | V  | P  | N  | P  | P  | P  | P  | P  | P  | P  | P  | P  | P  | P  | P  | P  | P  | P  | V  | P  | V  | N  | P  |
| Posizione | 5 | 15 | 16 | 16 | 19 | 18 | 20 | 20 | 20 | 20 | 20 | 20 | 20 | 20 | 20 | 20 | 20 | 20 | 20 | 20 | 20 | 20 | 20 | 20 | 20 | 20 | 20 | 20 | 20 | 20 | 20 | 20 | 20 | 20 | 20 | 20 | 20 | 20 |

Legenda:

Luogo: C = Casa; T = Trasferta. Risultato: V = Vittoria; N = Pareggio; P = Sconfitta.

### Statistiche dei giocatori
| Giocatore       | 2. Bundesliga | 2. Bundesliga | 2. Bundesliga | 2. Bundesliga | Coppa di Germania | Coppa di Germania | Coppa di Germania | Coppa di Germania | Totale   | Totale | Totale      | Totale     |
| Giocatore       | Presenze      | Reti          | Ammonizioni   | Espulsioni    | Presenze          | Reti              | Ammonizioni       | Espulsioni        | Presenze | Reti   | Ammonizioni | Espulsioni |
| --------------- | ------------- | ------------- | ------------- | ------------- | ----------------- | ----------------- | ----------------- | ----------------- | -------- | ------ | ----------- | ---------- |
| R. Decker       | 18            | 5             | 0             | 0             | 1                 | 0                 | 0                 | 0                 | 19       | 5      | 0           | 0          |
| M. Dubski       | 33            | 0             | 6             | 0             | 2                 | 0                 | 0                 | 0                 | 35       | 0      | 6           | 0          |
| U. Fecht        | 27            | 0             | 7             | 0             | 1                 | 0                 | 0                 | 0                 | 28       | 0      | 7           | 0          |
| M. Griebling    | 14            | 0             | 0             | 0             | 1                 | 0                 | 0                 | 0                 | 15       | 0      | 0           | 0          |
| F. Hammerschlag | 10            | 2             | 1             | 0             | 1                 | 0                 | 0                 | 0                 | 11       | 2      | 1           | 0          |
| H. Hansen       | 1             | 0             | 0             | 0             | 1                 | 0                 | 0                 | 0                 | 2        | 0      | 0           | 0          |
| M. Kaul         | 9             | 0             | 1             | 1             | 0                 | 0                 | 0                 | 0                 | 9        | 0      | 1           | 1          |
| M. Kettler      | 8             | 0             | 1             | 0             | 0                 | 0                 | 0                 | 0                 | 8        | 0      | 1           | 0          |
| T. Klukas       | 5             | 0             | 0             | 0             | 0                 | 0                 | 0                 | 0                 | 5        | 0      | 0           | 0          |
| M. Lazic        | 30            | 4             | 4             | 0             | 2                 | 0                 | 0                 | 0                 | 32       | 4      | 4           | 0          |
| H. Macherey     | 6             | 0             | 0             | 0             | 1                 | 0                 | 0                 | 0                 | 7        | 0      | 0           | 0          |
| P. Notthoff     | 38            | 3             | 4             | 0             | 2                 | 2                 | 0                 | 0                 | 40       | 5      | 4           | 0          |
| P. Notthoff     | 23            | 0             | 2             | 1             | 2                 | 1                 | 0                 | 0                 | 25       | 1      | 2           | 1          |
| M. Porn         | 10            | 1             | 3             | 0             | 1                 | 0                 | 0                 | 0                 | 11       | 1      | 3           | 0          |
| T. Puszamszies  | 18            | 1             | 1             | 1             | 0                 | 0                 | 0                 | 0                 | 18       | 1      | 1           | 1          |
| F. Saborowski   | 30            | 0             | 3             | 0             | 2                 | 0                 | 1                 | 0                 | 32       | 0      | 4           | 0          |
| A. Schmidt      | 18            | 5             | 5             | 0             | 1                 | 0                 | 0                 | 0                 | 19       | 5      | 5           | 0          |
| F. Schmidt      | 27            | 3             | 4             | 0             | 1                 | 0                 | 0                 | 0                 | 28       | 3      | 4           | 0          |
| O. Semlits      | 0             | 0             | 0             | 0             | 0                 | 0                 | 0                 | 0                 | 0        | 0      | 0           | 0          |
| F. Steininger   | 36            | 2             | 2             | 0             | 2                 | 2                 | 1                 | 0                 | 38       | 4      | 3           | 0          |
| M. Struckmann   | 30            | 5             | 4             | 0             | 1                 | 1                 | 0                 | 0                 | 31       | 6      | 4           | 0          |
| M. Voßnacke     | 35            | 2             | 2             | 1             | 2                 | 0                 | 0                 | 0                 | 37       | 2      | 2           | 1          |
| G. Zug          | 15            | 1             | 0             | 0             | 1                 | 0                 | 0                 | 0                 | 16       | 1      | 0           | 0          |
| W. de Beer      | 32            | 0             | 1             | 0             | 1                 | 0                 | 0                 | 0                 | 33       | 0      | 1           | 0          |